# Borghetto d’Arroscia
Borghetto d’Arroscia (im Ligurischen: Burghéttu) ist eine norditalienische Gemeinde in der Region Ligurien, politisch gehört sie zur Provinz Imperia.

## Lage und Einwohner
Borghetto d’Arroscia liegt knapp 30 km nordwestlich von der Provinzhauptstadt Imperia im Valle Arroscia und gehört zu der Comunità Montana Alta Valle Arroscia. Die Gemeinde hat 403 Einwohner (Stand 31. Dezember 2023).
Nach der italienischen Klassifizierung bezüglich seismischer Aktivität wurde die Gemeinde der Zone 3 zugeordnet. Das bedeutet, dass sich Borghetto d’Arroscia in einer seismisch wenig aktiven Zone befindet.
Die Nachbargemeinden sind Aquila d'Arroscia, Caprauna (CN), Casanova Lerrone (SV), Pieve di Teco, Ranzo und Vessalico.

## Klima
Die Gemeinde wird unter Klimakategorie E klassifiziert, da die Gradtagzahl einen Wert von 2153 besitzt. Das heißt, die in Italien gesetzlich geregelte Heizperiode liegt zwischen dem 15. Oktober und dem 15. April für jeweils 14 Stunden pro Tag.

## Einzelnachweise

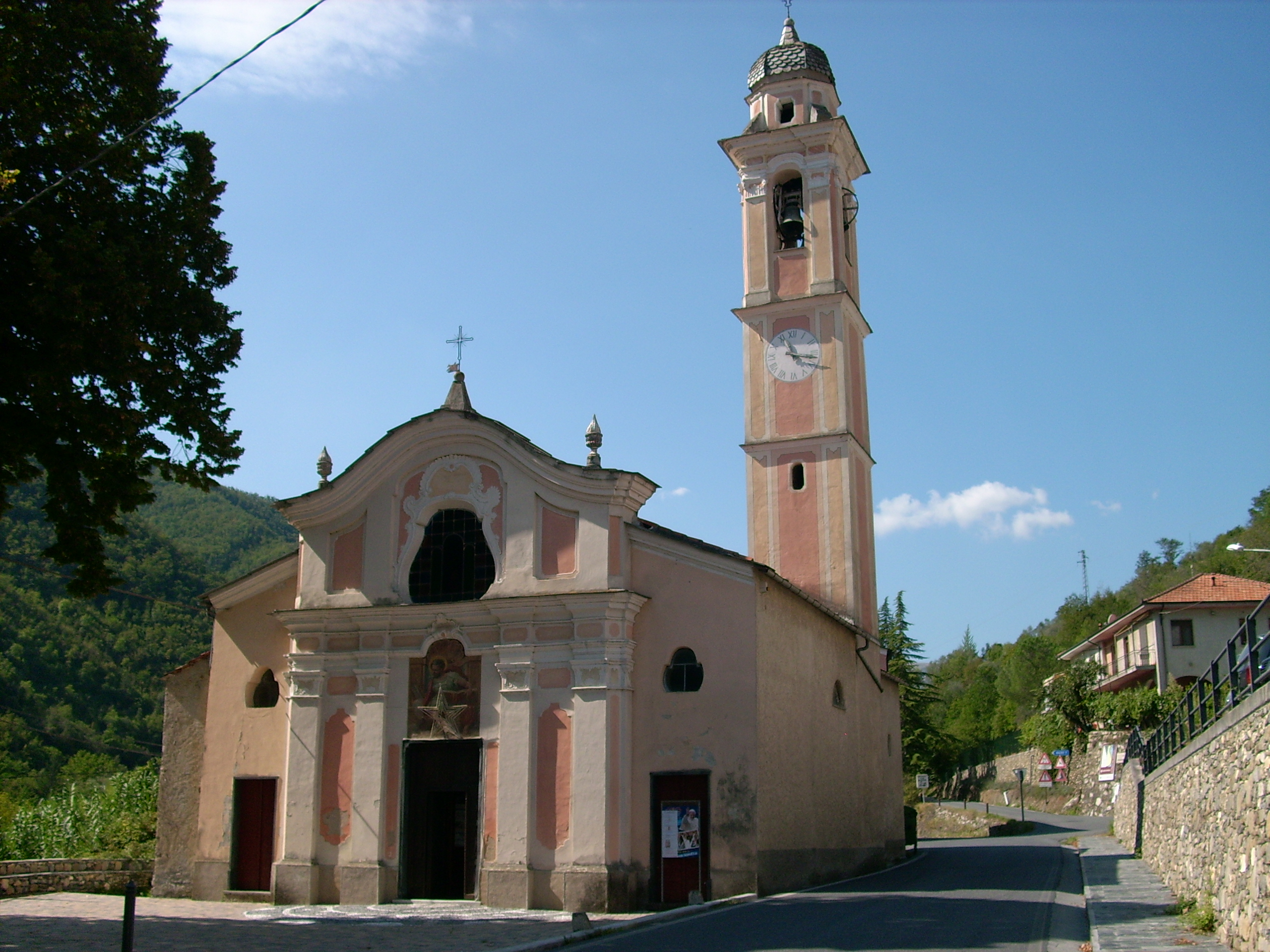
Die Kirche von Borghetto d'Arroscia